# Перший Войковський проїзд
Перший Войковський проїзд (рос. Первый Войковский проезд) — вулиця у Північному адміністративному окрузі міста Москви на території району «Войковський». Проходить від Ленінградського шосе до П'ятого Войковського проїзду. Нумерація будинків ведеться від Ленінградського шосе.

## Назва
Проїзд названий у 1929 році у зв'язку з близькістю до заводу ім. Войкова (нині не існує). Однак пам'ятна табличка на будинку № 4/1 стверджує, що проїзд названий у 1927 році на честь П. Л. Войкова.

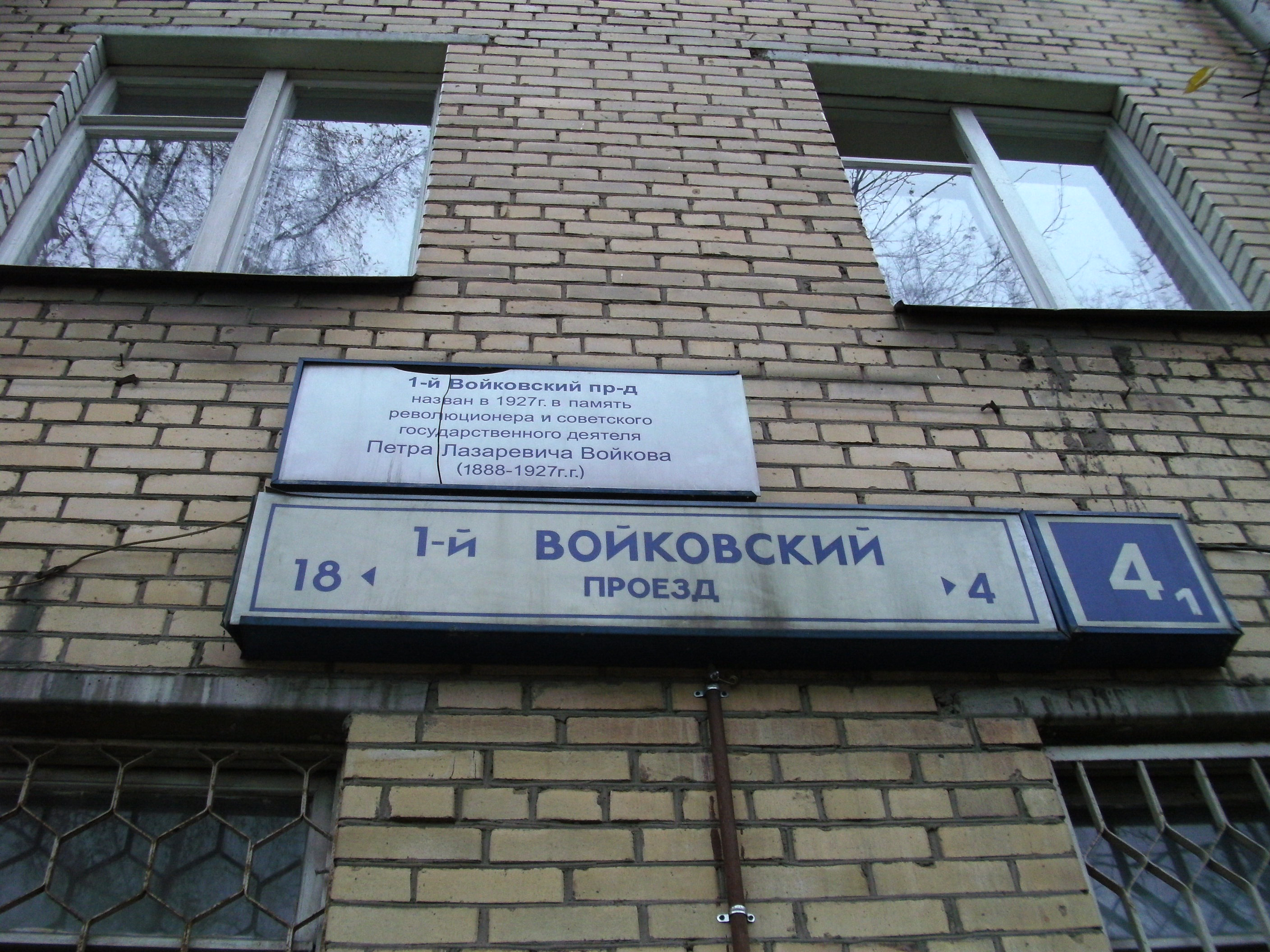
Пам'ятна табличка на будинку № 4/1

У пострадянський час різні громадські організації неодноразово пропонували перейменувати проїзд, але безуспішно. Одним з варіантів назви пропонувався 1-й Волківський проїзд (на честь космонавта В. М. Волкова і розташованої поруч вулиці його імені).

## Опис
Проїзд починається від Ленінградського шосе біля будинку № 7 (розв'язка з вул Космонавта Волкова) і закінчується початком П'ятого Войковського проїзду. Напрямок — зі сходу на захід.
Автомобільний рух — по одній смузі в кожну сторону, світлофорів немає, два нерегульовані пішохідні переходи. Тротуарами проїзд обладнаний з обох сторін лише частково. З парної сторони примикає Третя Радіаторська вулиця.
Уздовж проїзду по всій його довжині проходить лінія Ризького напрямку Московської залізниці.

## Будинки і споруди
Непарна сторона
- Влад. 1 — ряд бесфундаментних будівель біля платформи «Ленінградська»: хімчистка, солярій, господарчий магазин, кав'ярня, продуктові магазини
- Влад. 3 — гаражний кооператив ПГСК «1-й Войківський» ПАО Москви

Непарна сторона
- № 4/1 — будинок побуту «На Войківський», хімчистка-пральня «Діана», адвокатська контора
- № 4/2 — дитячий сад № 63
- № 6/1 буд. 2 — електропідстанція
- № 10 — продуктовий магазин

## Громадський транспорт

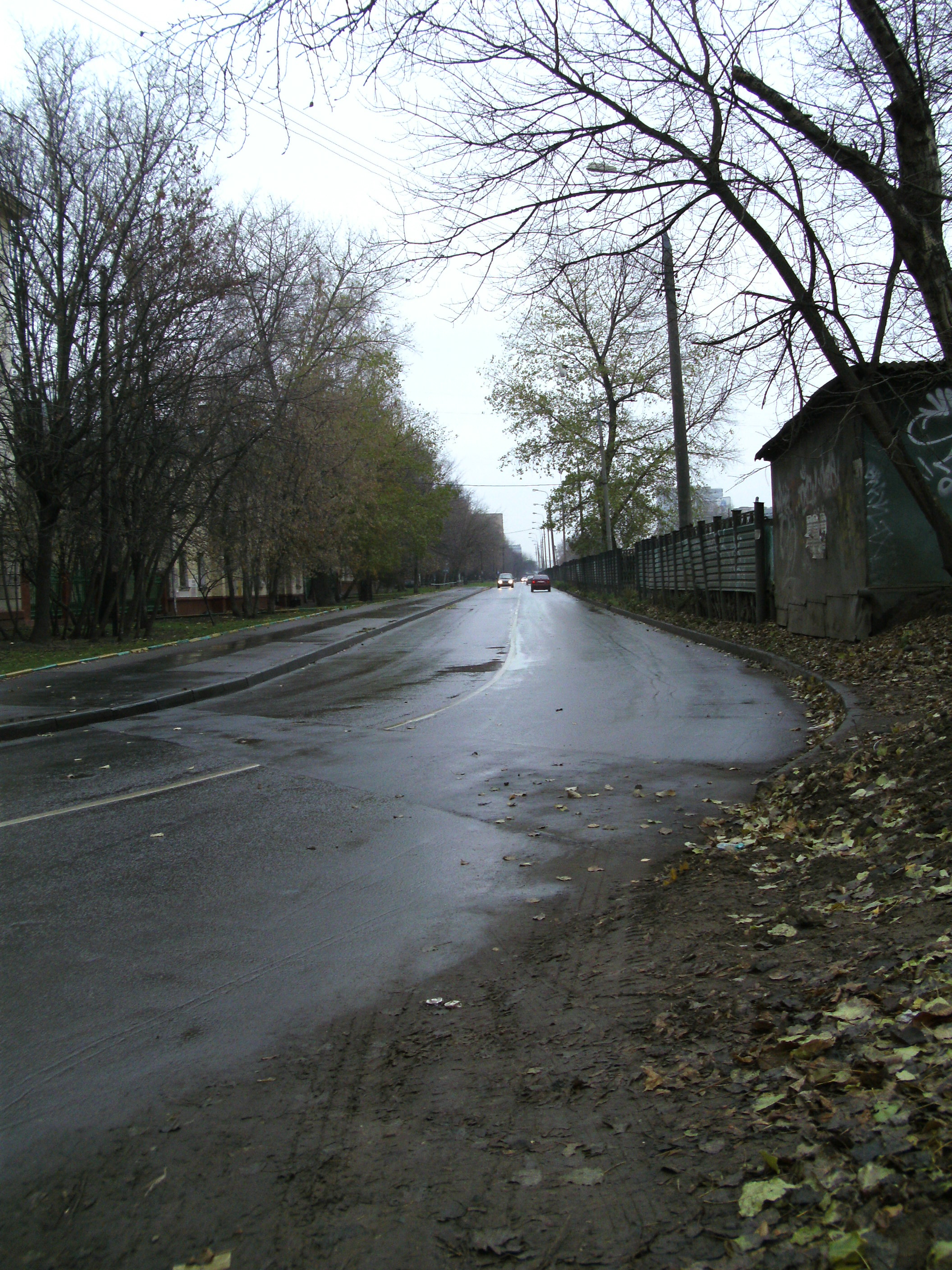
Кінець проїзду

Наземний громадський транспорт по проїзду не ходить.
- Станція метро «Войковська» — у 300 метрах від початку проїзду
- Залізнична платформа:
  - «Ленінградська» — безпосередньо біля початку проїзду.
  - «Покровсько-Стрешнєво» — у 700 метрах від кінця проїзду.